# Lošinjanka
Il Lošinjanka è un traghetto locale della flotta della croata Jadrolinija. Costruito nel 1969 a Porto Re, fa parte di una serie chiamata "škovacera" (di cui fanno parte il Šoltanka, il Pelješčanka e il Kranka). Questi traghetti sono stati costruiti per essere adatti a piccoli porti.
Il Lošinjanka ha una capacità di 200 passeggeri e 30 auto.